# لاورل هالومن
لاورل هالومن (انگلیسی: Laurel Holloman؛ زادهٔ ۲۳ مهٔ ۱۹۷۱) یک هنرپیشه اهل ایالات متحده آمریکا است. وی از سال ۱۹۹۴ میلادی تا کنون مشغول فعالیت بوده‌است.
او در فیلم افسانه اثر انگشت‌ها و سرسبز بازی کرده‌است.